# سوفی جونز
سوفی جونز (انگلیسی: Sophie Jones؛ زادهٔ ۳ ژانویهٔ ۱۹۹۲) بازیکن سابق فوتبال اهل انگلستان است.
این مهاجم بازی حرفه‌ای خود را با لیورپول آغاز کرد و سپس به پرستون نورث اند رفت.